# Alexander Anderson (Illustrator)

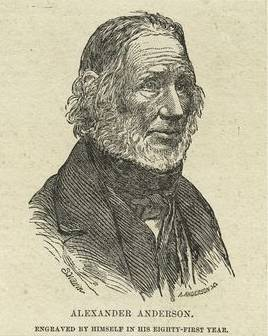
Selbstporträt von Alexander Anderson im Alter von 81 Jahren

Alexander Anderson (* 21. April 1775 in New York City; † 17. Januar 1870) war ein amerikanischer Arzt und Illustrator.

## Leben
Anderson wurde in New York City als Sohn schottischer Eltern geboren.

„im Alter von zwölf Jahren machte er seine ersten Versuche mit Kupferschnitt, er benutzte oft ausgewälzte Pennies, und Platten von Drucktypen. Er erhielt keine Anleitung, und sein Wissen eignete er sich an, indem er Juweliere und andere Arbeiter beobachtete.“

Anderson war ein Zeitgenosse von Thomas Bewick und veröffentlichte sein erstes Werk in Arnaud Bernauds The Looking Glass of the Mind 1794.
Seine Eltern drängten ihn  jedoch eine Karriere in Medizin anzustreben. Er ging im Alter von vierzehn bei Dr. William Smith in die Lehre und erhielt eine Lizenz im Alter von 20 Jahren. Er wurde der erste Doktor am späteren Bellevue Hospital, welches gegründet worden war, um 1795 einen Ausbruch des Gelbfiebers in New York City einzudämmen. Als die Epidemie endete, bemühte sich Anderson um einen akademischen Abschluss in Medizin, „heiratete, wurde Vater, und eröffnete eine Praxis“ (married, became a father, and opened a medical office.) Seine Praxis gab er jedoch bald wieder auf, um einen Laden zu eröffnen, in dem „er Kinderbücher verkaufte, die er persönlich illustrierte“ (that sold children’s books he personally engraved).
1798 besuchte er seinen Onkel Alexander Anderson im Botanischen Garten der Karibik-Insel Saint Vincent.
Ein weiterer Ausbruch des Gelbfiebers begann 1798 und Anderson kehrte an das Bellevue Hospital als Resident Physician (Arzt in Residenz) zurück. Er gab die Stelle jedoch wenige Wochen später wieder auf, nachdem sein drei Monate alter Sohn, sein Bruder und sein Vater an der Epidemie starben. Seine Frau und seine Mutter starben ebenfalls bald darauf. Anderson wurde dann endgültig Graveur und erwarb sich den Ruf als „Amerikas erster Illustrator“ (America’s First Illustrator).
Er ist einer der frühesten amerikanischen Holzstich-Künstler und stellte Illustrationen für Bücher, Periodika und Zeitungen her. Er ist auch Autor des Cartoons Ograbme, einer Parodie auf den Embargo Act (1807).
Anderson starb 1870, im Alter von 94 Jahren.